# العليقة
العليقة قرية تتبع ناحية العنازة في منطقة بانياس التابعة لمحافظة طرطوس تحتوي على قلعة أثرية تعود إلى العهد المملوكي تشتهر بزراعة التبغ والاشجار المثمرة كالكرز والتفاح تعود تسميتها إلى نبات العليق الذي يعرف شعبياً بنبات الديس وفي روايات اخرى إلى كونها معلقة بين السماء والارض حيث ان ارتفاعها 900 متر فوق سطح البحر.